# 军潭水库
军潭水库位于中国江西省上饶市广丰县铜钹山镇，建于丰溪支流十五都港上，大坝位于铜钹山镇军潭村，是一座以防洪、发电、灌溉为主要功能的中型水库。因毗邻九仙山，故近年来又称为九仙湖。
军潭水库是铜钹山国家森林公园的重要组成部分，以水上丹霞地貌为特色。
水库东岸有红军岩。